# 5981 Kresilas
5981 Kresilas este o planetă minoră (asteroid), cu un diametru de 9,475 km, din centura de asteroizi. A fost descoperită pe 24 septembrie 1960 la Observatorul Palomar de Cornelis Johannes van Houten și a fost numită după Cresilas⁠(d). 
Obiectul prezintă o orbită caracterizată de o semiaxă mare de 2,7632344 UAi, o excentricitate de 0,22, o înclinație de 10,32505 ° în raport cu ecliptica.